# Gibson J-200
Gibson J-200 je model akustické kytary, který v jeho originální verzi vyrábí americká společnost Gibson Guitar Corporation. Jde o nástupce modelu Gibson Advanced Jumbo. Do prodeje šel v roce 1937 pod názvem Super Jumbo, od roku 1939 pak byl prodáván jako Super Jumbo 200. Název J-200 je používán od roku 1955. Přední část těla kytary je vyráběna ze smrku sitka, zatímco boky a zadní část těla, stejně jako krk, jsou vyrobeny z javoru. Na výrobu hmatníku a kobylky je používán palisandr. Má plochou přední část těla, přičemž sama společnost Gibson kytaru označuje za krále mezi těmito kytarami. Kytaru používalo více generací hudebníků, hráli na ní například Gene Autry a Jimmy Page.